# Jan Bastiaan
Jan Bastiaan (Amsterdam, 21 april 1920) was Engelandvaarder.

## Jeugd
Jan Bastiaan werd bij toeval in Amsterdam geboren. Zijn vader was schipper en moest zand afleveren aan de gemeente Amsterdam. Met drie kinderen werd het schip te klein en zijn vader besloot een groentezaak in Diemen te beginnen. Later kocht zijn vader een schip vanwaar de groente werd verkocht. Jan groeide dus op bij het water. Er werden nog drie kinderen geboren. De winkel breidde uit tot een kruidenierszaak waar ook kranten werden verkocht. Er kwam later ook nog een café bij, en alle kinderen werkten in de zaak. Zijn oudste broer Will ging bij de marine. Jan wilde ook graag reizen en werd in Den Helder gestationeerd.

## De oorlog

#### Overtocht
Het schip waar Bastiaan op zou komen, werd gebouwd in Amsterdam. Toen de oorlog uitbrak, werd het naar Engeland gesleept, zonder hem. Hij werd gevangengenomen en naar Utrecht gebracht waar hij op het station te werk werd gesteld. Hij stal voedsel en wapens en werd door de Gestapo opgepakt. Voordat hij naar Berlijn werd gebracht, ontmoette hij een Nederlander, Johannes Jansen, die vroeg of hij naar Engeland wilde gaan. Van zijn ondergrondse vrienden hoorde hij dat die man te vertrouwen was.
Addy van der Craats (1921) ging met hem mee, dat was een matroos die wist hoe een kompas werkte. Er zaten nog zeven mensen aan boord, Greta Cato Levi-Mendels (1910) en haar man Bram (1910) uit Assen, Jansen, de 47-jarige oud-militair Walrave van Krimpen (1894-1943), Theo Daalhuyzen (1917), Gerardus van Asch (1922) en Ton Loontjens (1922).
 Van Krimpen wist dat er een reddingsvlet van de Zuidhollandsche Maatschappij tot Redding van Schipbreukelingen geleend kon worden. De vlet lag in de rijkshaven van Hoek van Holland en was met een ketting aan een Duits oorlogsschip vastgemaakt maar samen met Bastiaan en Van der Craats slaagde Van Krimpen erin de vlet los te maken. Daarna namen zij de vlet mee naar een rijnaak waar de andere vijf passagiers instapten.
Op donderdag 19 november 1941 begon de overtocht. Met peddels en met behulp van het tij bereikten ze de hoofden van de Nieuwe Waterweg. Toen ze de motor wilden starten bleek dat de Duitsers de bougies hadden verwijderd. Na enig zoeken bleken ze nog aan boord te liggen. Later begaf de motor het, de brandstof was opgeraakt evenals het drinkwater. Ze wisten niet waar ze zich op de Noordzee bevonden. Na 68 uren op zee kwamen ze een vissersboot tegen, die gelukkig Engels bleek te zijn. Ze peddelden naar de kust en landden bij Margate, waar de kustwacht hen arresteerde.
Zeven van de negen opvarenden overleefden de oorlog. Van Krimpen voer op een vrachtschip dat werd getorpedeerd, Abraham Levi ging in de Prinses Irene Brigade, hij raakte zwaargewond bij de bevrijding van Nederland en overleed in een hospitaal in Brussel.

#### Engeland en Schotland
In Londen werden ze vier dagen lang ondervraagd. Daarna werd Bastiaan opgeleid voor de geheime dienst, samen met Johannes Jansen en Theo Daalhuyzen. Ze leerden o.a. spoorbruggen op te blazen. Toen bleek dat koningin Wilhelmina weigerde toe te staan dat Jansen en Bastiaan bij de Secret Service gingen, werden ze naar Schotland overgeplaatst, Bastiaan leerde onderzeeërs op te sporen, Jansen werd radar-operator.